# Hoplophthiracarus ishikawai
Hoplophthiracarus ishikawai är en kvalsterart som beskrevs av Aoki 1980. Hoplophthiracarus ishikawai ingår i släktet Hoplophthiracarus och familjen Phthiracaridae. Inga underarter finns listade i Catalogue of Life.